# Ditaxis
Ditaxis  (лат.) — род насекомых из семейства мантиспид отряда сетчатокрылых. Эндемичен для Восточной Австралии.

## Описание
Субкостальная жилка лишь слегка приближается к костальному краю. Задняя кубитальная жилка (CuP) переднего крыла отчетливо изогнута и приближается к анальной. Передняя кубитальная жилка (CuA) на переднем крыле с 2–4 ветвями. На заднем крыле задняя кубитальная жилка отсутствует. Коготки на лапках не раздвоены. У самцов девятый стернит без срединного выступа по заднему краю. 

## Классификация
В состав рода входят два вида
- Ditaxis biseriata (Westwood, 1852)  — Северо-Восточная и Восточная Австралия[3].
- Ditaxis meridiei Lambkin, 1986  — Юго-Восточная Австралия[4].